# فيديريكو أنجيولي
فيديريكو أنجيولي (بالإيطالية: Federico Angiulli)‏ (4 مارس 1992 بسغراتي في إيطاليا - ) هو لاعب كرة قدم إيطالي في مركز الدفاع. لعب مع نادي أفيلينو ونادي ريجيانا 1919 ويو أس بركوليتزه 1932 وHistory of Valle d'Aosta Calcio ‏.

## روابط خارجية
- فيديريكو أنجيولي على موقع قاعدة بيانات كرة القدم.إي يو (الإنجليزية)
- فيديريكو أنجيولي على موقع بيانات كرة القدم. دي إي (الألمانية)
- فيديريكو أنجيولي على موقع Soccerbase.com (لاعب) (الإنجليزية)
- فيديريكو أنجيولي على موقع Soccerway.com (الإنجليزية)
- فيديريكو أنجيولي على موقع عالم كرة القدم.نت (الإنجليزية)